# Communauté de communes de l'Entre-deux-Mers Ouest
La Communauté de Communes de l'Entre Deux Mers Ouest est une ancienne structure intercommunale française, située dans l'Entre-deux-Mers (département de la Gironde en région Nouvelle-Aquitaine). Elle est intégrée à la  Communauté de communes du Brannais le 1er janvier 2013.

## Composition
La Communauté de communes de l'Entre Deux Mers Ouest  était composés des 7 communes suivantes :
- Saint-Quentin-de-Baron
- Nérigean
- Espiet
- Daignac
- Tizac-de-Curton
- Camiac-et-Saint-Denis
- Dardenac

## Historique
Crée en 1999, elle est intégrée à la  Communauté de communes du Brannais le 1er janvier 2013.